# Pazardžik
Pazardžik (bolgarsko Пазарджик) je glavno mesto oblasti Pazardžik v osrednji južni Bolgariji.
Leta 2011 je mesto imelo 71.979 prebivalcev.